# Alluaudomyia monopunctata
Alluaudomyia monopunctata är en tvåvingeart som beskrevs av Tokunaga och Murachi 1959. Alluaudomyia monopunctata ingår i släktet Alluaudomyia och familjen svidknott. Inga underarter finns listade i Catalogue of Life.